# Petit-Mesnil
Petit-Mesnil è un comune francese di 249 abitanti situato nel dipartimento dell'Aube nella regione del Grand Est.

## Società

### Evoluzione demografica
Abitanti censiti